# Wetenschap in de Klassieke oudheid
De wetenschap in de klassieke oudheid richtte zich primair op het verklaren van de werking van de kosmos. Aldus ontstond de natuurfilosofie en vervolgens de klassieke filosofie. Praktischer gericht waren de geneeskunde, de astronomie voor het opstellen van kalenders, en astrologie om de toekomst te voorspellen.
De geleerden uit de klassieke oudheid zullen zichzelf niet als zodanig hebben gezien, eerder zullen ze zich als natuurfilosofen, vaklieden (artsen of onderwijzers) of priesters (astrologen of geneeskundigen) hebben beschouwd.

## Oude Griekse wetenschap
Hoewel de Griekse natuurwetenschap ook in meer praktische zin beoefend werd, was zij in eerste instantie vooral natuurfilosofie. Daarbij werd er vooral nagedacht over hoe de natuur in elkaar zou moeten steken, en er werden vooral natuurfilosofische discussies gehouden. Er werden weinig experimenten uitgevoerd om te controleren of de gevonden beweringen op waarheid berustten, in tegenstelling tot later in de West-Europese ontwikkeling van de wetenschap, waar dit testen aan de werkelijkheid standaard zou worden. Aan deze aversie tegen het praktische en empirische werk lag wellicht ten grondslag dat de Grieken die konden lezen en schrijven sowieso weinig ophadden met handwerk, aangezien dat werd geassocieerd met slavenwerk. Verder bestond het idee dat de natuur een evenwicht was, en dat bevindingen die je deed wanneer je de natuur uit haar evenwicht bracht, niet noodzakelijkerwijs ook zouden gelden wanneer de natuur in evenwicht zou zijn gebleven.
Door het filosoferen en puur waarnemen van wat er gebeurde, ontstonden echter wel een aantal theorieën over hoe de natuur in elkaar zou steken. Zo werd er veelvuldig nagedacht over het begrip materie (ondeelbaar klein of niet), waaruit deze zou bestaan. (Thales dacht bijvoorbeeld aan water, Anaximandros dacht aan het onbepaalde, (to apeiron), anderen dachten weer aan vier elementen zoals (Empedokles) water, vuur, aarde en lucht). Maar ook in de astronomie werd belangwekkende vooruitgang geboekt: zo was Thales van Milete in 585 v.C. al in staat om een zonsverduistering te voorspellen. Demokritos was de eerste die met een soort van atoomtheorie kwam, waarbij de structuur van de stof afhankelijk zou zijn van verschillen in de rangschikking, vorm en grootte van deze atomen. Maar omdat dit in strijd werd geacht met de religieuze overwegingen, zou dit idee pas bij de West-Europese ontwikkeling van de natuurwetenschappen een belangrijkere rol gaan spelen.
Een poging een kalender te maken wordt het vroegst aangetroffen bij de dichter Hesiodos (~700). In zijn Werken en Dagen beschreef hij een kalender.
Belangrijk in de ontwikkeling van de Griekse natuurwetenschappen waren Plato (427–347 v. Chr) en Aristoteles (384-322 v.Chr.). Plato stelde dat de natuur alleen onderzocht kan worden door rationeel denken, eventueel in combinatie met de wiskunde. Plato kwam zo onder meer tot het model dat de hemellichamen zich bevonden op concentrische bollen (wiskundig perfecte vormen) die afzonderlijk van elkaar rond de aarde bewogen, wat de banen min of meer zou verklaren. De aarde zou zich in het centrum hiervan bevinden. Men vermoedt dat hij er zelf niet van uitging dat dit helemaal klopte; dit zou in de Middeleeuwen echter wel als een vaststaand feit worden aangenomen.

### Aristoteles
Aristoteles mag beschouwd worden als de belangrijkste geleerde uit de Klassieke Oudheid. Hij was een leerling van Plato, maar koos nadrukkelijk een andere richting. In tegenstelling tot de deductieve methode van Plato koos Aristoteles nadrukkelijk voor de inductieve methode, waarbij waarneming van de zichtbare werkelijkheid van groot belang is. Experimenten speelden echter nauwelijks een rol. Aristoteles stelde dat alles uit twee delen bestond: de vorm en de materie. Hij zag deze twee als onafscheidelijk.
Aristoteles heeft ook een groot wetenschappelijk, welhaast encyclopedisch oeuvre nagelaten, dat vrijwel alle wetenschappen van zijn tijd omvatte: zoölogie, geografie, geschiedenis, mathematica en astronomie. Van groot belang voor de latere ontwikkeling van de wetenschap was ook zijn neiging om alles te classificeren. Als filosoof hield hij zich vooral bezig met logica, ethiek en metafysica. De termen premisse, conclusie, subject en attribuut zijn door hem geïntroduceerd. In zijn maatschappijfilosofie vergeleek hij alle bestaande politieke systemen.
| Thales van Miletos      | (624-546 v.Chr.) |
| Anaximenes van Miletos  | (585-525 v.Chr.) |
| Herakleitos van Ephesos | (535-475 v.Chr.) |
| Pythagoras              | (582–507 v.Chr.) |
| Hippokrates van Kos     | (460-377 v.Chr.) |
| Plato                   | (427–347 v. Chr) |
| Aristoteles             | (384-322 v.Chr.) |

## Hellenistische wetenschap
Na het overlijden van Alexander de Grote viel zijn rijk in stukken uiteen. De generaals verdeelden het rijk onderling, en de periode die volgt wordt de Hellenistische genoemd, naar het werkwoord 'Hellenizein'(Grieks spreken). In de grote stad Alexandrië ontstond wederom interesse in de natuurwetenschappen, en werd onder andere de Bibliotheek van Alexandrië opgericht, die tegelijk diende als centrum voor literatuuronderzoek naar Griekse bronnen. Klaudios Ptolemaios (87-150) was een belangrijke geleerde in dit centrum van wetenschap. Hij schreef de Almagest, een werk over de astronomie en kosmologie, welk voor vele eeuwen de toon zou zetten voor de wetenschap in die onderzoeksgebieden. Hierin beschreef hij de bewegingen van diverse hemellichamen, waarmee de beweging kon worden voorspeld tot op zekere hoogte.
Verder speelden Galenos (129-199), in de geneeskunde en biologie, en Heron van Alexandrië (10 - 70), een uitvinder, een belangrijke rol in de ontwikkeling van de natuurwetenschappen. Galenos combineerde, in tegenstelling tot veel van zijn voorgangers, de theoretische met de empirische kant van het onderzoek. Heron was vooral van belang voor de landmeetkunde, en hij vond enkele apparaten uit die werkten op stoom- en waterdruk.
| Eukleides  | (~300 v.Chr.)    |
| Archimedes | (287-212 v. Chr) |

## Romeinse wetenschap
In de tijd van het Romeinse Rijk maakten de natuurwetenschappen weinig ontwikkeling door. Het empirische onderzoek kwam vrijwel volledig stil te liggen; de ontwikkelingen vonden vooral plaats op het technische, praktische vlak. Een gedeelte van de literatuur van de Griekse natuurwetenschappers werd vertaald in het Latijn, maar dit waren dikwijls vooral uittreksels.
| Plinius de Oudere | (23-79)   |
| Galenos           | (131-201) |